# Wasseiges
Wasseiges är en kommun i Belgien.   Den ligger i provinsen Liège och regionen Vallonien, i den centrala delen av landet, 50 km sydost om huvudstaden Bryssel. Antalet invånare är 2 679.
Trakten runt Wasseiges består till största delen av jordbruksmark. Runt Wasseiges är det ganska tätbefolkat, med 100 invånare per kvadratkilometer.